# GIEKSA Arena
GIEKSA Arena – stadion piłkarski znajdujący się w Bełchatowie przy ul. Sportowej 3. Na tym stadionie rozgrywane są spotkania GKS-u Bełchatów.

## Informacje
- Dojazd: 
  - autobusem PKS (40 minut piechotą od dworca)
  - komunikacją miejską liniami 2, 3, 5, 6, 10
- Pojemność: 5264 (wszystkie siedzące)[3]
  - trybuna wschodnia A - 640 krzesełek

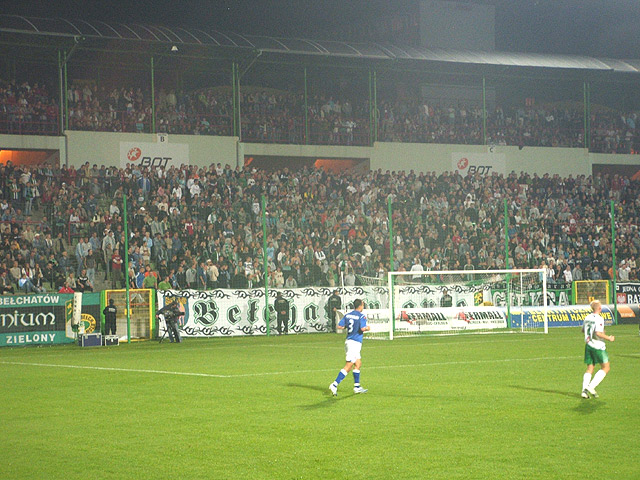
Stadion GKS – trybuna południowa

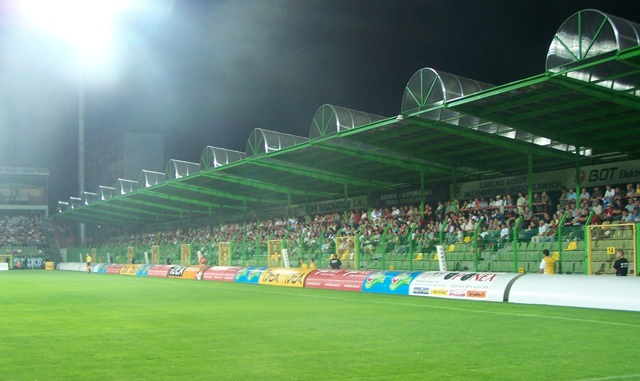
Stadion GKS – trybuna zachodnia

  - trybuna południowa B - 2084
  - trybuna zachodnia C - 1248
  - trybuna północna D - 1068
  - trybuna honorowa E - 198

Sektor gości: 384
Sektor dla niepełnosprawnych: 26
- Oświetlenie: 2000 lx
- Boisko: 105x68 m
- Stadion ma podgrzewaną murawę.

## Historia
Gruntowna przebudowa stadionu rozpoczęła się w 2001 roku. Przebudowywano trybuny, montując nowe, zielone siedziska, na trybunach południowej, zachodniej i wschodniej (w części dla VIP-ów) zamontowano zadaszenie. Na stadionie dodano nowe oświetlenie, którego inauguracja miała miejsce 17 października 2003 r. podczas drugoligowego meczu GKS Bełchatów - KSZO Ostrowiec Świętokrzyski. W czerwcu 2006 oddano do użytku podgrzewaną murawę. Na początku rundy wiosennej sezonu 2008/2009 została oddana do użytku trybuna północna. W sierpniu 2009 r. rozpoczęła się przebudowa trybuny południowej tzw. „młyna” polegająca na całkowitym jej zadaszeniu. Dzięki temu cały stadion przy Sportowej jest zadaszony. W czerwcu 2014 zorganizowano konkurs na nową nazwę stadionu wygrała nazwa GIEKSA Arena. W sezonach 2019/2020 oraz 2020/2021 na stadionie rozgrywał swoje mecze Raków Częstochowa, ponieważ stadion w Częstochowie nie spełniał wymagań licencyjnych Ekstraklasy. 12 marca 2022 r. podpisano umowę pomiędzy Miejskim Centrum Sportu w Bełchatowie, a Skrą Częstochowa, na mocy której drużyna tego klubu występująca w rozgrywkach I ligi, od 7 kwietnia 2022 r. do 8 kwietnia 2023 r. rozgrywała mecze jako gospodarz na stadionie GKS-u. 

### Reprezentacja
Reprezentacja Polski gościła na tym stadionie dwukrotnie: 
- Polska  2-2  Cypr (27 sierpnia 1996)
- Polska  0-1  Litwa (2 maja 2006)

### Puchar Polski
1 maja 2007 na bełchatowskim stadionie odbył się finał Pucharu Polski między Koroną Kielce i Dyskobolią Grodzisk Wielkopolski. 13 maja 2008 na tym samym obiekcie został rozegrany mecz finałowy Pucharu Polski między Legią Warszawa a Wisłą Kraków.

### Puchar Ekstraklasy
10 czerwca 2007 na stadionie odbył się finał Puchar Ligi Polskiej.